# Raúl Gorrín
Raúl Antonio Gorrín Belisario (Caracas, 22 de noviembre de 1968) es un abogado y empresario venezolano, presidente del canal de televisión Globovisión y de la aseguradora Seguros La Vitalicia. Debido a su cercanía con el gobierno venezolano, actualmente ha sido sancionado por acusaciones de corrupción, incluyendo sobornos a ministros del gobierno de Hugo Chávez. Desde el 2019 está solicitado por la justicia estadounidense.

## Educación y carrera
Gorrín estudió derecho en la Universidad Santa María, incursionando desde joven en su profesión a través de la fundación del Escritorio Jurídico RGDPJ. En 2008 compró junto a otros diez accionistas la aseguradora La Vitalicia, hoy ubicada entre las primeras 40 aseguradoras venezolanas de acuerdo con la cámara venezolana americana Venancham.[cita requerida]

## Compra de Globovisión
Luego de la muerte del presidente Hugo Chávez, y las elecciones presidenciales que llevaron a Nicolás Maduro a la presidencia de Venezuela en 2013. En 2012 y 2013, Gorrin abrió una cuenta en Compagnie Bancaire Helvetique (CBH) para comprar aviones por un valor de 33.7 millones de dólares y cubrir algunos gastos relacionados con caballos para Alejandro Andrade. Gorrín llevó a cabo la adquisición del canal informativo Globovisión, que negociaba un año antes, la compra fue financiada en parte por una transferencia bancaria de las cuentas de Gorrin del CBH, según una persona familiarizada con la operación.
El 11 de marzo de 2013, Carlos Zuloaga, vicepresidente del canal e hijo de Guillermo Zuloaga, anunció que se estaba realizando negociaciones con el empresario Juan Domingo Cordero para la venta del 80% del paquete accionario del canal. Posteriormente, Guillermo Zuloaga dirigió una carta a los empleados del canal en la que confirmaba la intención de venta y explicaba que el canal era inviable económicamente, políticamente y jurídicamente. El 14 de mayo de 2013, se hizo efectiva la venta de Globovisión a los empresarios Raúl Gorrín, Juan Domingo Cordero y Gustavo Perdomo. Después de realizada la venta del canal, la nueva directiva anunció una línea editorial "de centro". Desde entonces, Globovisión es señalado por la oposición venezolana de «autocensurarse».

### Renuncia de presentadores de Globovisión

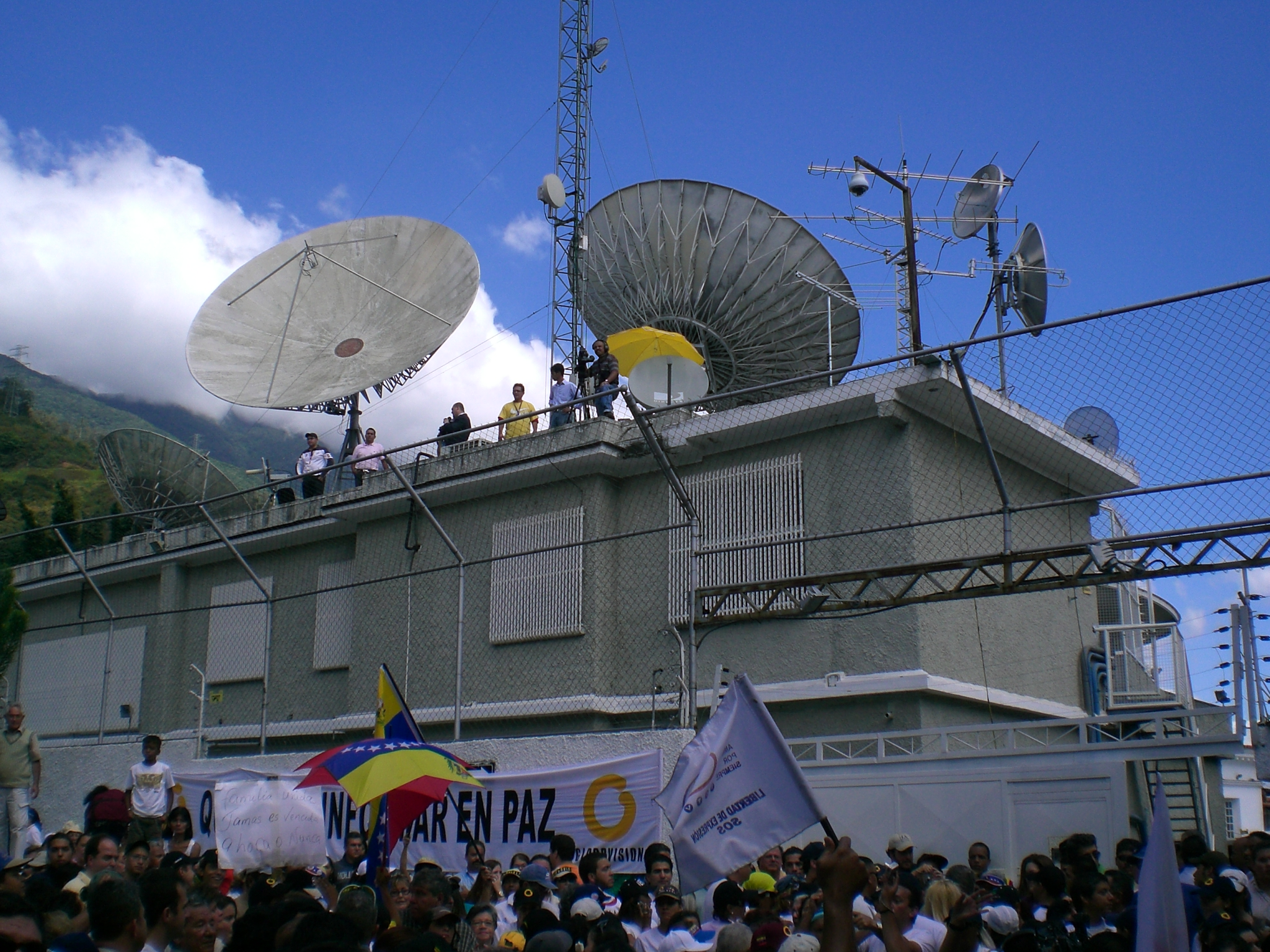
Estudios de Globovisión en Caracas.

El 24 de mayo de 2013 el excandidato presidencial Henrique Capriles Radonski dijo que la nueva directiva de Globovisión había ordenado que sus discursos no se transmitieran más en vivo. Esto después de que se censura uno de sus discursos en el programa Buenas Noches y se saltase varias partes de sus discursos en los reportajes del noticiero, siendo esto el inicio y causa de la renuncia de periodistas y presentadores como Kiko Bautista, Carla Angola, Roland Carreño y Pedro Luis Flores.
También la renuncia de Leopoldo Castillo de Globovisión a su programa Aló Ciudadano, provocó la renuncia en solidaridad por parte de Gladys Rodríguez, Román Lozinski, Nitu Pérez Osuna y varios corresponsales en el interior de Venezuela, como consecuencia del cambio en la línea editorial del canal. Para el 16 de agosto de 2013 el empresario y accionista Juan Domingo Cordero abandonó de manera irrevocable el cargo de presidente de Globovisión, tras descubrir que se aprobó «sin su conocimiento y aprobación» la suspensión del programa "Aló Ciudadano", que conducía Leopoldo Castillo.
El 2 de abril de 2014, el periodista y ancla de la noche de Globovisión, Reimy Chávez, quien esa noche renunció en transmisión en vivo, aclaró vía Twitter como fue su salida de la planta televisiva. Reimy dijo que un gran despliegue de seguridad lo acompañó a la salida, pero que no fue agredido en ningún momento, pidiendo respeto al resto de sus compañeros que decidieron mantenerse en el canal.

### Transmitiendo con la TV estatal venezolana
En agosto del 2014 el canal se une por primera vez en la trasmisiones de ciertos partidos de la Liga Venezolana de Béisbol Profesional (LVBP), siendo este el cuarto canal en la transmisión de las temporadas, a los días también se une el canal TVes. Este mismo año se le declararía a los nuevos dueños de Globovisión, Gustavo Perdomo y Raúl Gorrín, como personas no gratas en la ciudad Miami.

## Empresas de Gorrín y Perdomo
Esta es la lista de las empresas sancionadas por el Departamento del Tesoro de Estados Unidos del empresario Raúl Gorrín.
- Constello INC. Con sede en Saint Kitts and Nevis.
- Constello N° 1 Corporation. Ubicada en el 4100 Salzedo Street, Unit 804, Coral Gables, Florida 33146, Estados Unidos.
- Corpomedios GV Inversiones CA. Ubicada en la Calle Alameda Quinta Globovision Pb, Libertador, Caracas.
- Corpomedios LLC. Con sede en el 4100 Salzedo Street, Unit 804, Coral Gables, Florida 33146, Estados Unidos.
- Globovisión Tele (Globovisión) Ubicada en Caracas, Venezuela.
- Globovisión Tele. Con sede en el 4100 Salzedo Street, Unit 804, Coral Gables, Florida, Estados Unidos.
- Magus Holding II. Ubicada en el 4100 Salzedo St., Unit 804, Coral Gables, Florida 33146, Estados Unidos.
- Magus Holding LLC. Ubicada en el 4100 Salzedo St., Unit 804, Coral Gables, Florida 33146, Estados Unidos.
- Magus Holding s USA, CORP. Ubicada en el 4100 Salzedo St., Unit 804, Coral Gables, Florida 33146, Estados Unidos.
- Planet 2 Reaching. Ubicada en Miami, Florida, Estados Unidos.
- Posh 8 Dynamic. Ubicada en el 18555 Collins Avenue, Unit 4401, Sunny Isles, Florida 33160, Estados Unidos.
- Potrico CORP. Con sede en Estados Unidos.
- RIM Group Investments I CORP. Con sede en el 4100 Salzedo Street, Apt 1010, Miami, Florida 33146, Estados Unidos.
- RIM Group Investments II CORP. Con sede en el 4100 Salzedo Street, Apt 1010, Miami, Florida 33146, Estados Unidos.
- RIM Group Investments III CORP. Con sede en el 4100 Salzedo Street, Apt 1010, Miami, Florida 33146, Estados Unidos.
- RIM Group Investments CORP. Con sede en el 4100 Salzedo Street, Apt 1010, Miami, Florida 33146, Estados Unidos.
- RIM Group Properties II of New York. Con sede en el 675 Third Avenue, 29th FL., New York, Estados Unidos.
- RIM Group Properties of New York CORP. Con sede en el 4100 Salzedo Street, Apt 1010, Miami, Florida 33146, Estados Unidos.
- Seguros La Vitalicia. Con sede en Caracas, Venezuela.
- Tindaya Properties Holding USA CORP. Ubicada en el 675 Third Avenue, 29th Floor, New York, NY 10017, Estados Unidos.
- Tindaya Properties of New York CORP. Ubicada en el 155 SW 25th Road, Miami, Florida 33129, Estados Unidos.
- Tindaya Properties of New York II CORP. Ubicada en el 675 Third Avenue, 29th Floor, New York, NY 10017, Estados Unidos.
- Windham Commercial Group. Con sede en Panamá

## Controversias
En 2019 durante una entrevista al ex director de la DGCIM Hugo Carvajal por The New York Times, Carvajal expresó encontrarse en una disputa entre Gorrín y Nicolás Maduro durante el 2013 quien pretendía que Globovisión cambiara su línea editorial en base a los archivos de inteligencia recopilados por Carvajal para hacer presión sobre sobornos de Gorrín a altos funcionarios, entre ellos al extesorero Alejandro Andrade A principios de octubre de 2021 se encontraron nuevos detalles del ex edecán Adrián José Velásquez Figueroa residente en España y su conexión con el empresario Gorrín Belisario por medio de la nueva filtración de documentos conocida como Pandora Papers quien según la justicia estadounidense tiene estatus de prófugo.

## Investigaciones de corrupción
El 18 de agosto de 2018, los fiscales Randy Hummel, Sandra Moser, Michael Nadler, Vanessa Sisti presentaron una acusación en el Tribunal de Distrito de los Estados Unidos para el Sur de Florida, el Departamento de Justicia de los Estados Unidos acusó a Gorrín de los siguientes cargos:
1. Conspiración para violar la ley contra actos de corrupción,
2. Conspiración para cometer lavado de dinero
3. Lavado de dinero a través de Instrumentos monetarios.

El tesorero Alejandro Andrade (2007-2011)
La acusación indica que Gorrín pagó más de 1000 millones de dólares en sobornos a dos altos funcionarios del gobierno venezolano: Gabriel Jiménez y Alejando Andrade, exguardaespaldas de Hugo Chávez. Estos últimos han firmado un acuerdo de culpabilidad con el Departamento de Justicia de los Estados Unidos. En el acuerdo de culpabilidad, Andrade admitió que recibió más de 1000 millones de dólares de Gorrín y otros conspiradores a cambio de usar su posición como Ministro de la Tesorería de Venezuela. Asimismo, Andrade aceptó entregar 1000 millones de dólares y todos los activos obtenidos a través de los actos de corrupción que se le acusan, incluyendo propiedades, vehículos, caballos, relojes, aviones y cuentas bancarias. Gabriel Jiménez admitió ser parte de la conspiración conjuntamente con Gorrín y otros, para adquirir el banco dominicano Peravia a través del cual se lavaron los dineros provenientes de los sobornos y sus comisiones. El 27 de noviembre de 2018, Andrade fue sentenciado por el Tribunal de Distrito de los Estados Unidos para el Distrito Sur de Florida a 10 años de prisión por aceptar más de mil millones de dólares en sobornos por su papel en el plan.
En noviembre de 2019, la agencia estadounidense de Inmigración y Control de Aduanas (ICE, por sus siglas en inglés), lo incluyó en la lista de los fugitivos más buscados por EE. UU. En España en octubre de 2018 se investiga un fraude obtenido a través de varios contratos con la petrolera PDVSA por valor de 600 millones de euros que blanquearon desde España proceden del beneficio de una línea de crédito de 1.200 millones de dólares contratada por la petrolera PDVSA con el grupo Rantor Capital de Raúl Gorrín quien está siendo investigado por la juez española María Tardón El 26 de febrero de 2020 fue imputado por la juez María Tardón El 22 de enero de 2022 Raúl Gorrín, el mayor accionista de Globovisión, fue solicitado por la justicia de Hawái por delitos de corrupción y blanqueo de capitales.
La Tesorera Claudia Díaz (2009-2011)
Luego de la sentencia en abril de 2023 de Claudia Díaz y su esposo, Adrián José Velásquez Figueroa por lavado de dinero, Raúl Gorrín ha quedado pendiente por ser el coautor principal quien fue el que entregó los diferentes montos de soborno a Díaz para participar en un método de corrupción a través del sistema cambiario de Venezuela por al menos 1.000 millones de dólares (10% sería la comisión o soborno para Díaz). El Tribunal del Distrito Sur de La Florida, a cargo del juez William P. Dimitrouleas, estableció que ratifica la acusación contra Raúl Gorrín, de como se realizó el lavado del dinero, haciendo uso de la banca de Miami, Florida.

## Nueva investigación
En octubre de 2024 la justicia estadounidense imputó al empresario venezolano Raúl Gorrín por participar en una red que blanqueó 1.200 millones de dólares obtenidos de la compañía estatal Petróleos de Venezuela (PDVSA) a cambio de sobornos multimillonarios, en un segundo caso, Gorrin estaba siendo investigado entre 2014 y 2018 para obtener contratos de cambio de moneda extranjera con PDVSA, utilizando el sistema financiero estadounidense. Gorrin está acusado de conspiración para cometer lavado de dinero que conlleva a una pena máxima de 20 años de prisión.

## David Rivera
El 18 de diciembre de 2024 fue sancionado el excongresista cubano-americano David Rivera por gestionar ayuda al empresario  prófugo Raúl Gorrín entre junio de 2019 y abril de 2020, para brindar servicios de consultoría y cabildeo creando empresas fantasmas; Rivera fue acusado "de actuar como agente no registrado de un ciudadano venezolano" y presuntamente recibir más de 5 millones de dólares por esos servicios para presionar a funcionarios del Gobierno de EE UU y blanquear fondos de origen delictivo. Rivera intento que Gorrín fuera eliminado de la Lista de Nacionales Especialmente Designados y Personas Bloqueadas (Lista SDN) de la OFAC sancionado en enero de 2019.

### Sanciones internacionales
En noviembre de 2018 a Raúl Gorrín le fue confiscado por la Corte de Distrito Sur de Florida, 24 propiedades en el estado de la Florida y Nueva York valoradas en unos 77 millones de dólares, donde es investigado por haber operado ilegalmente entre 2008 y 2017 con más de 159 millones de dólares procedentes de la corrupción por una fiscalía estadounidense de Miami. Fue acusado de lavado de dinero, conspiración y sobornos. Estas son las 24 propiedades:
- 1) 1241 Placetas Avenue, Coral Gables Florida 33146
- 2) 140 Paloma Drive, Coral Gables, Florida 33143
- 3) 144 Isla Dorada Boulevard, Coral Gables, Florida 33143
- 4) 18555 Collins Avenue, Unit 4401, Sunny Isles Beach, Florida 33160[41]
- 5) 21055 Yacht Club Drive, Unit 2602,Aventura, Florida 33180
- 6) 21055 Yacht Club Drive, Unit 503, A ventura, Florida 33180
- 7) 4100 Salzedo Street, Unit 804, Coral Gables, Florida 33146
- 8) 4100 Salzedo Street, Unit904, CoralGables, Florida33146
- 9) 4100 Salzedo Street, Unit 1010, Coral Gables, Florida 33146
- 10) 4100 Salzedo Street, Unit 608, Coral Gables, Florida 33146
- 11) 4100 Salzedo Street, Unit 807, Coral Gables, Florida 33146
- 12) 4100 Salzedo Street, Unit 809, Coral Gables, Florida 33146
- 13) 4100 Salzedo Street, Unit 811, Coral Gables, Florida 33146
- 14) 4100 Salzedo Street, Unit 813, Coral Gables, Florida 33146
- 15) 4100 Salzedo Street, Unit 903, Coral Gables, Florida 33146
- 16) 4100 SalzedG Street, Unit 909, Coral Gables, Florida 33146
- 17) 4100 Salzedo Street, Unit 913, Coral Gables, Florida 33146
- 18) W. 53rd St, 47A, New York, New York 10019
- 19) 310 E. 53th Street, Apt 24C, New York, New York 10022
- 20), 330 E. 57th Street, Apt 9, New York, New York 10022
- 21) 330 E. 57th Street, Apt 11, New York, New York 10022
- 22) 330 E. 57th Street, Apt 12, New York, New York 10022
- 23) 60 Riverside Boulevard, PH 3702, New York, NY 10069
- 24) 60 Riverside Boulevard, PH 3602, New York, NY 10069

El 8 de enero de 2019, la Oficina de Control de Activos Extranjeros (OFAC) impuso sanciones contra Gorrín y otros seis venezolanos, a los que se pretende castigar como parte de "una trama significativa de corrupción" gracias al aprovechamiento del sistema de cambios de divisas: Claudia Díaz, Leonardo González, Gustavo Perdomo, Alexandra Perdomo, Mayela Tarascio-Pérez y Adrián Velásquez. Asimismo, fueron añadidas a la lista SDN ("Nacionales especialmente designados") de la OFAC sus empresas Globovisión y Seguros La Vitalicia, entre otras empresas. A las personas y empresas que figuran en esta lista, todos los activos sujetos a la jurisdicción de los Estados Unidos están congelados y las personas que estén dentro de los Estados Unidos tienen prohibido efectuar transacciones económicas con ellos.
El Departamento del Tesoro permitió a personas estadounidenses realizar ciertas transacciones relacionadas con la liquidación o el mantenimiento de negocios con la emisora de televisión en Coral Gables, Florida , y Caracas , Venezuela con una fecha de vencimiento fijada para el 8 de enero de 2020. En octubre de 2021 dos empresas Tenedores de bonos venezolanos estaba interesados en cobrar la deuda que tiene el gobierno venezolano que dejó de pagar desde 2018 por un valor de 43,2 millones de dólares; con las propiedades que tiene bloqueadas el gobierno de EE. UU. del magnate Raúl Gorrín.

## Papel en el levantamiento contra Nicolás Maduro
Durante 2019, desde el 10 de enero se desarrolla una crisis presidencial sobre quién es el legítimo jefe de Estado de Venezuela, con la nación y el mundo divididos en apoyo a Nicolás Maduro (presidencia de facto) o al titular de la Asamblea Nacional Juan Guaidó. (como presidente interino). En marzo de 2019 la OFAC retira de su lista de personas sancionadas en enero de 2019 a María Alexandra Perdomo Rosales (esposa del empresario venezolano Raúl Gorrín) y Mayela Antonina Tarascio-Pérez (esposa de Gustovo Perdomo, socio de Gorrín), como una muestra de la negociación de posible suspensión de sanciones contra Raúl Gorrín. La revista de investigación venezolana Armando.Info informó que Raúl Gorrín estaba involucrado en un complot para derrocar a Maduro, lo que finalmente condujo al llamado de Guaidó a un levantamiento militar el 30 de abril de 2019. Según un artículo de The Wall Street Journal, en coautoría con Juan Forero, Gorrín se reunió con importantes miembros de la administración de Maduro para respaldar a Juan Guaidó. A cambio, EE. UU. haría que se levantaran las sanciones a Gorrín, así como las sanciones a los funcionarios desertores. Gorrín fue elegido por sus estrechos vínculos con el titular del Tribunal Supremo de Justicia, Maikel Moreno, el ministro de Defensa, Vladimir Padrino López, y el jefe de contrainteligencia, Iván Hernández. La trama consistió en convencer al Tribunal Supremo de Justicia para que emitiera un decreto para respaldar la legitimidad de Juan Guaidó. Durante el 30 de abril, el líder opositor Leopoldo López fue liberado del arresto domiciliario y un pequeño grupo de militares y policías se unió a Guaidó, incluido Manuel Cristopher Figuera, el jefe del Servicio Bolivariano de Inteligencia. Sin embargo, los objetivos principales del levantamiento no se lograron y los enfrentamientos resultantes que se prolongaron durante varios días dejaron un saldo de 5 manifestantes muertos.
Durante entrevista de The Washington Post con Christopher Figuera, quien huyó a Estados Unidos, confirmó haber trabajado con Raúl Gorrín. Según Christopher Figuera, Gorrín fue quien se acercó a las autoridades estadounidenses con el plan de hacer que el Tribunal Supremo cambiara de bando, para que a Gorrín se le levantaran las sanciones en Estados Unidos.

### Los más buscados por ICE
En noviembre de 2019, el Servicio de Control de Inmigración y Aduanas (ICE, por sus siglas en inglés) agregó a Raúl Gorrín a la Lista de los más buscados de ICE acusado de lavado de dinero.